# Diospyros thaiensis
Diospyros thaiensis là một loài thực vật có hoa trong họ Thị. Loài này được Phengklai mô tả khoa học đầu tiên năm 1977.